# Municipio di Cohoes
Il Municipio di Cohoes (in inglese: Cohoes City Hall) è un edificio storico della città di Cohoes nello Stato di New York.

## Storia
Il palazzo venne eretto nel 1896 secondo il progetto dell'architetto James C. Holland quale palazzo municipale della città di Cohoes.
L'edificio è una proprietà contributiva del distretto storico di Downtown Cohoes, iscritto nel registro nazionale dei luoghi storici dal 1984.

## Descrizione
L'edificio, elevato su due livelli più un piano mansardato, presenta uno stile neoromanico con influenze dello stile château, ben individuabili nella sua sagoma irregolare, nelle torri con tetti conici, negli abbaini a muro e nella decorazioni in pietra. Le facciate sono rivestite da un liscio bugnato in pietra calcarea alternato a sottile fasce di pietra più grezza. L'arco dell'ingresso principale, sostenuto da poderose colonne con capitelli fogliati, è invece un tipico elemento di matrice neoromanica.
La sua torre, sulla quale sventola la bandiera statunitense, raggiunge un'altezza di 38 metri.

## Galleria d'immagini

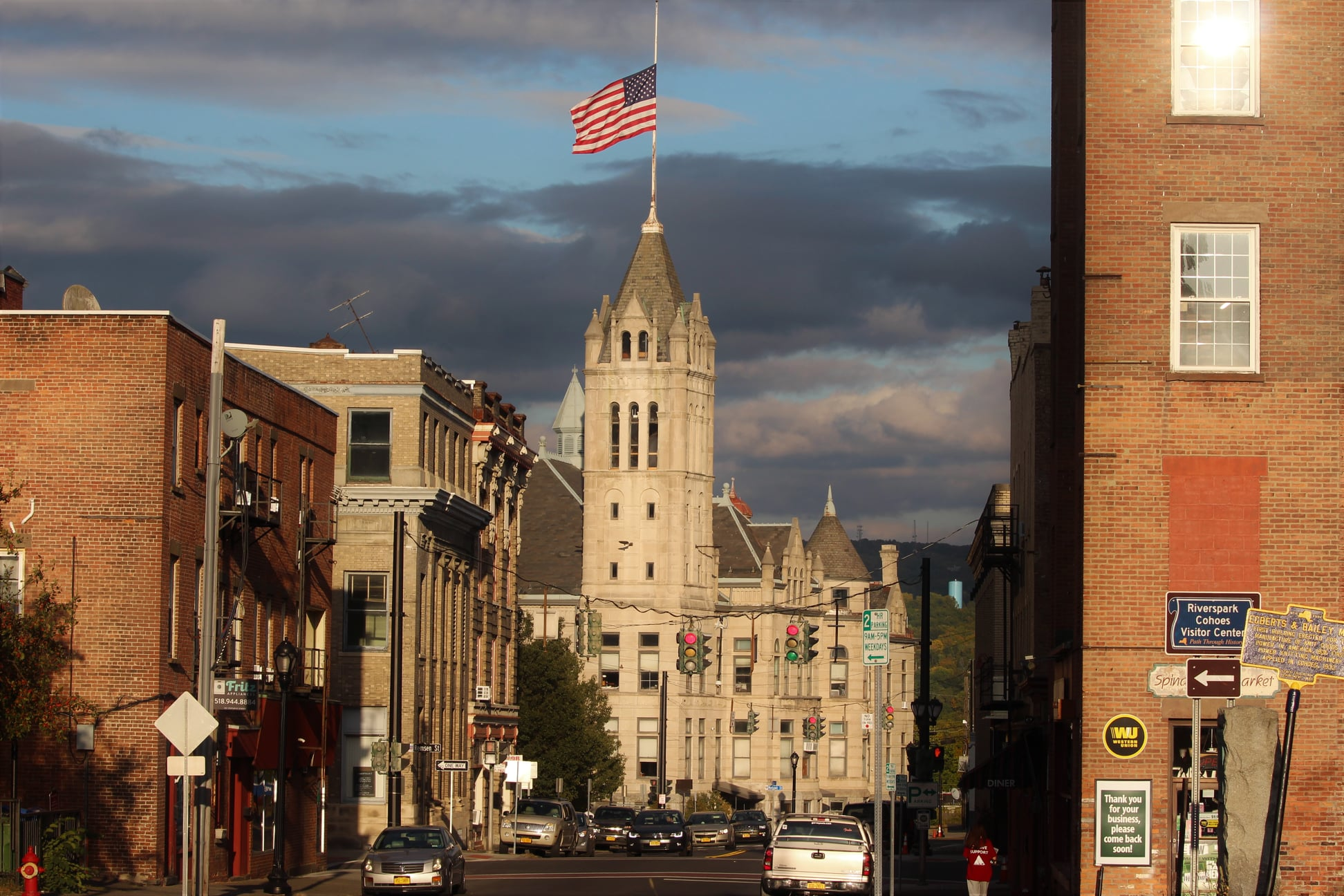
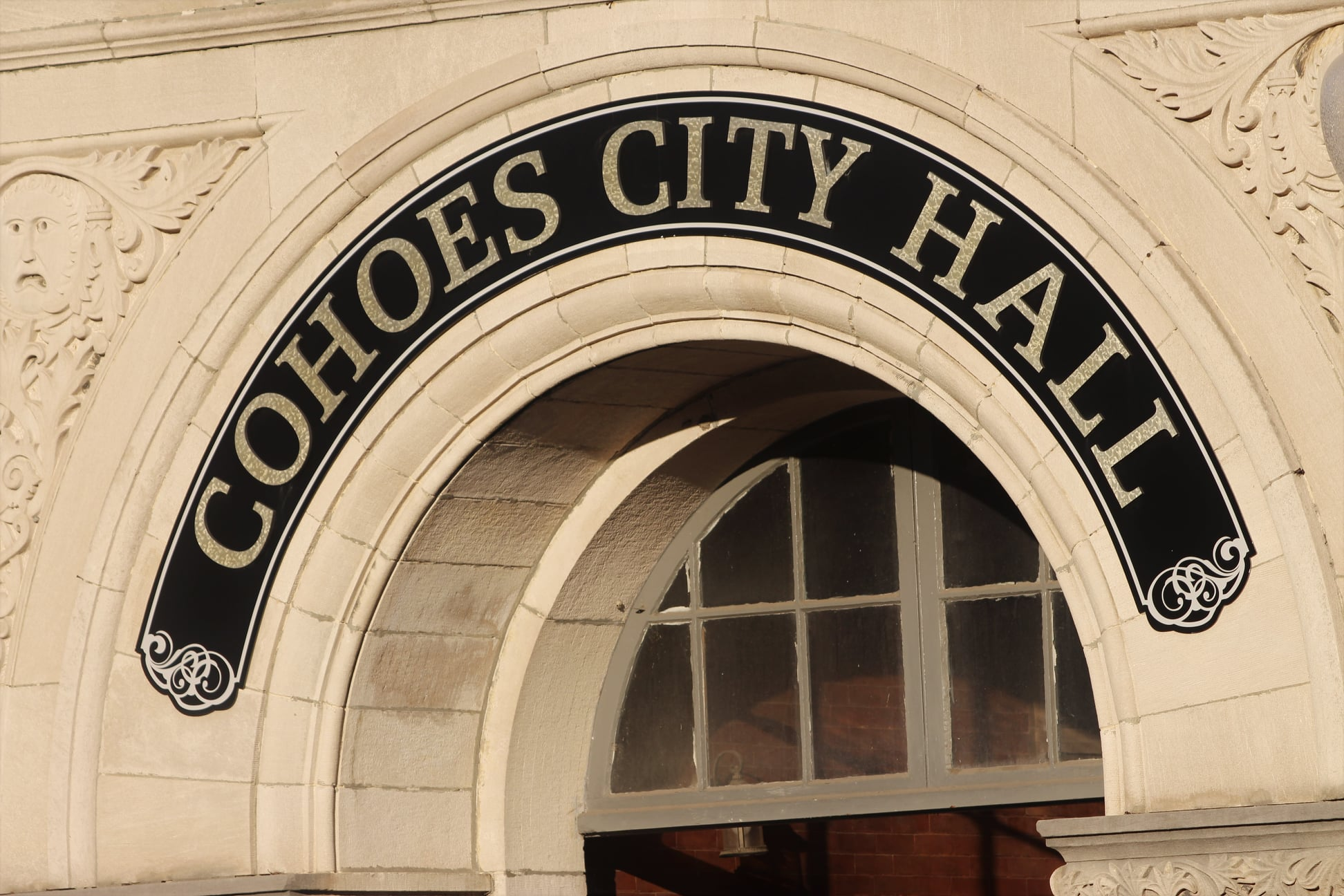
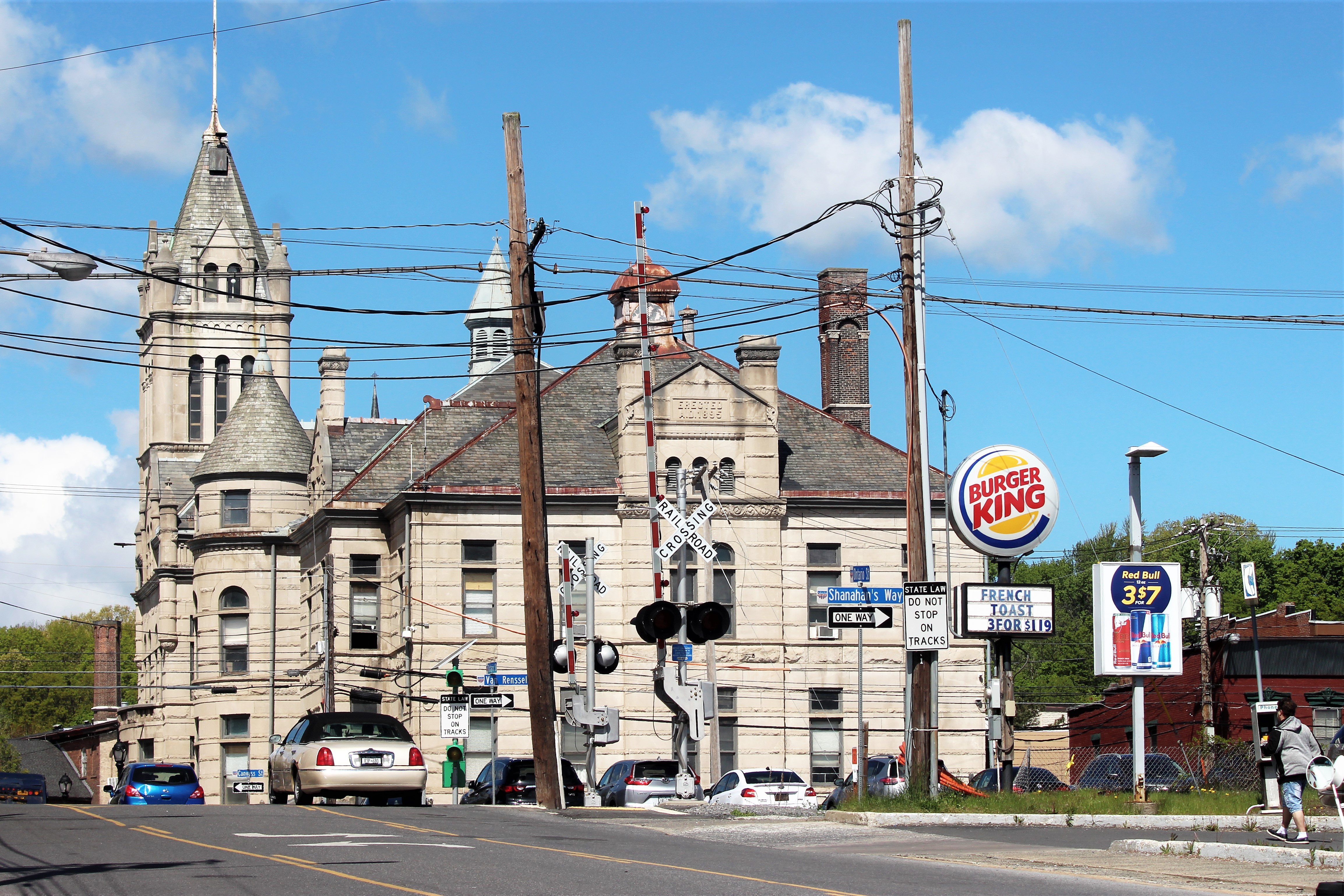